# Arcizac-Adour
Arcizac-Adour (okzitanisch: Arcisac d’Ador) ist eine französische Gemeinde mit 600 Einwohnern (Stand: 1. Januar 2022) im Département Hautes-Pyrénées in der Region Okzitanien. Sie gehört zum Arrondissement Tarbes und zum Kanton Moyen-Adour. Die Bewohner nennen sich Arcizacois.

## Geografie
Arcizac-Adour liegt etwa acht Kilometer südsüdöstlich von Tarbes in der historischen Provinz Bigorre am Oberlauf des Flusses Adour im Vorland der Pyrenäen. Umgeben wird Arcizac-Adour von den Nachbargemeinden Saint-Martin im Norden und Nordwesten, Bernac-Debat im Norden und Nordosten, Bernac-Dessus im Osten, Vielle-Adour im Südosten, Hiis im Süden sowie Visker im Westen und Südwesten.

## Bevölkerungsentwicklung
| Jahr                       | 1962 | 1968 | 1975 | 1982 | 1990 | 1999 | 2006 | 2018 |
| Einwohner                  | 364  | 360  | 378  | 440  | 449  | 471  | 521  | 547  |
| Quellen: Cassini und INSEE |      |      |      |      |      |      |      |      |

## Sehenswürdigkeiten

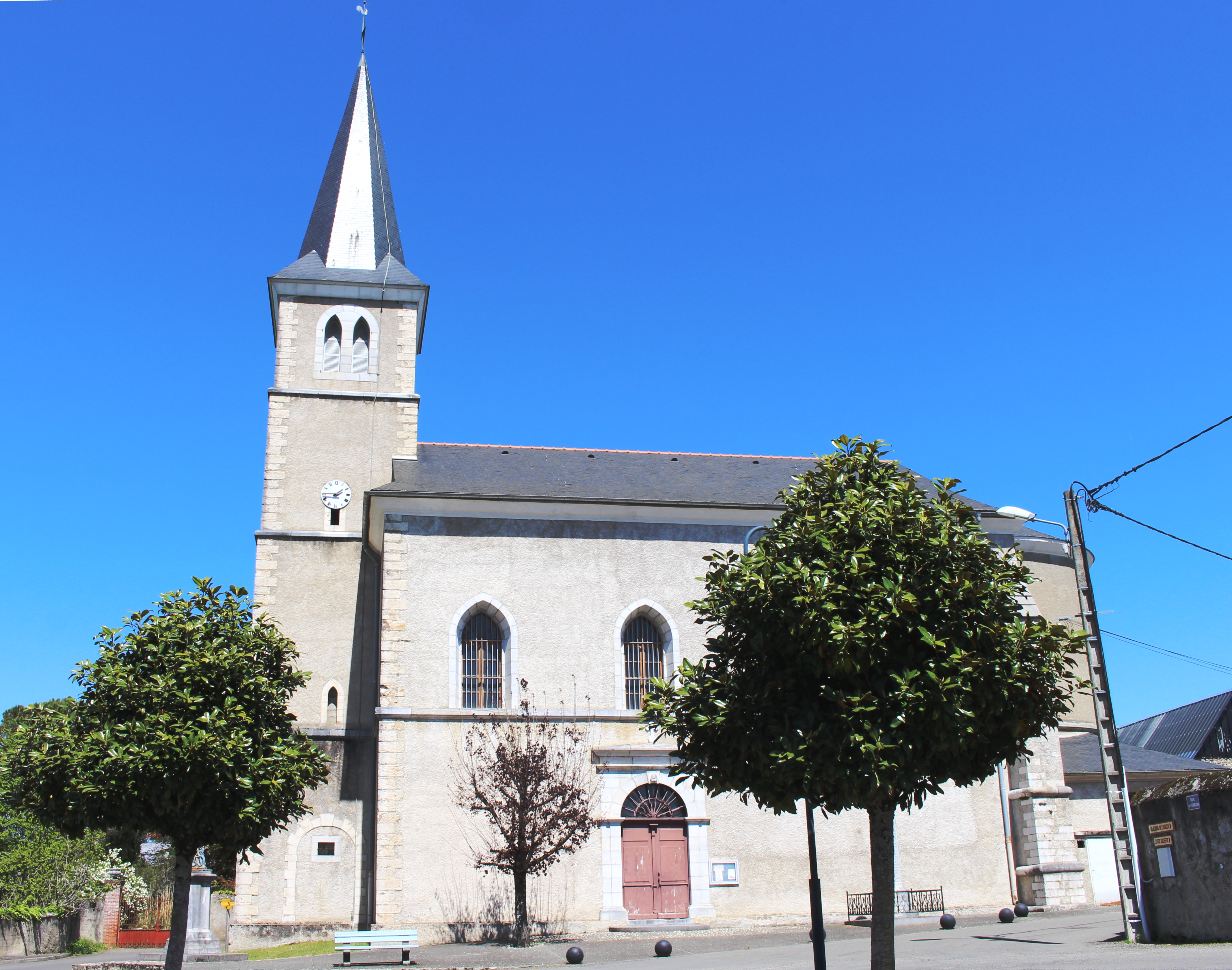
Kirche Saint-Misselin

- Kirche Saint-Misselin